# 聯合能源集團
聯合能源集團有限公司（港交所：0467）是一家中國陸上石油公司，即是從東潤拓展集團換取上市，在經過收購股權後，最大股東是东方集团創辦人張宏偉。
主要資產是聯合石油天然氣投資有限公司、喜年投資有限公司、United Energy International Holdings Limited、Ferry Lirungan、Madura Petroleum Limited及PC (NAD) International Limited，所有業務也是提供石油資訊業務。
2010年，聯合能源集團計劃向英國石油以7.75億美元收購其於巴基斯坦之上游石油及天然氣業務。有關交易在2011年獲聯合能源集團股東通過。

## 外部連結
- 聯合能源集團網頁 （页面存档备份，存于）